# قائمة سجون إيران
السِجْن هو المكان الذي يوضع فيه من يراد سلب حريته.

## قائمة سجون إيران
تحتوي هذه القائمة على أسماء سجون في إيران.
| اسم            | موقع   | صورة | ملاحظات |
| -------------- | ------ | ---- | ------- |
| سجن إيفين      | طهران  |      |         |
| سجن كوهردشت    | كرج    |      |         |
| سجن هارون      | الري   |      |         |
| فلك الأفلاك    | لرستان |      |         |
| متحف سجن القصر | طهران  |      |         |